# الوكالة الفرنسية للتنمية
الوكالة الفرنسية للتنمية (بالفرنسية: Agence Française de développement) أو AFD، هي مؤسسة فرنسية، لها في نفس الوقت، صفة مؤسسة عمومية ذات طابع صناعي وتجاري وصفة مؤسسة مالية. وتعمل على مكافحة الفقر وتعزيز التنمية المستدامة. موجودة في أفريقيا، آسيا، والشرق الأوسط، وأمريكا اللاتينية، ومنطقة البحر الكاريبي وما راء البحار، وهي مؤسسة عامة مالية تدعم المشاريع التي من شأنها تحسين الظروف المعيشية للسكان، وتدعم النمو الاقتصادي وحماية الكوكب.
في عام 2017  م، خصصت الوكالة الفرنسية للتنمية 10,4 مليار لتمويل مشاريع في البلدان النامية والناشئة ولصالح أقاليم ما وراء البحار الفرنسية. بارتفاع الالتزام بنسبة 10٪ مقارنة بعام 2016  م.
في عام 2019  م، مولت الوكالة الفرنسية للتنمية ودعمت حوالي 4000 مشروع في 115 دولة وإقليم ما وراء البحار. تتمركز فرقها في باريس ومرسيليا وفي شبكة من 85 وكالة حول العالم. يعمل حوالي 3000 موظف في مجموعة الوكالة الفرنسية للتنمية.

## التاريخ

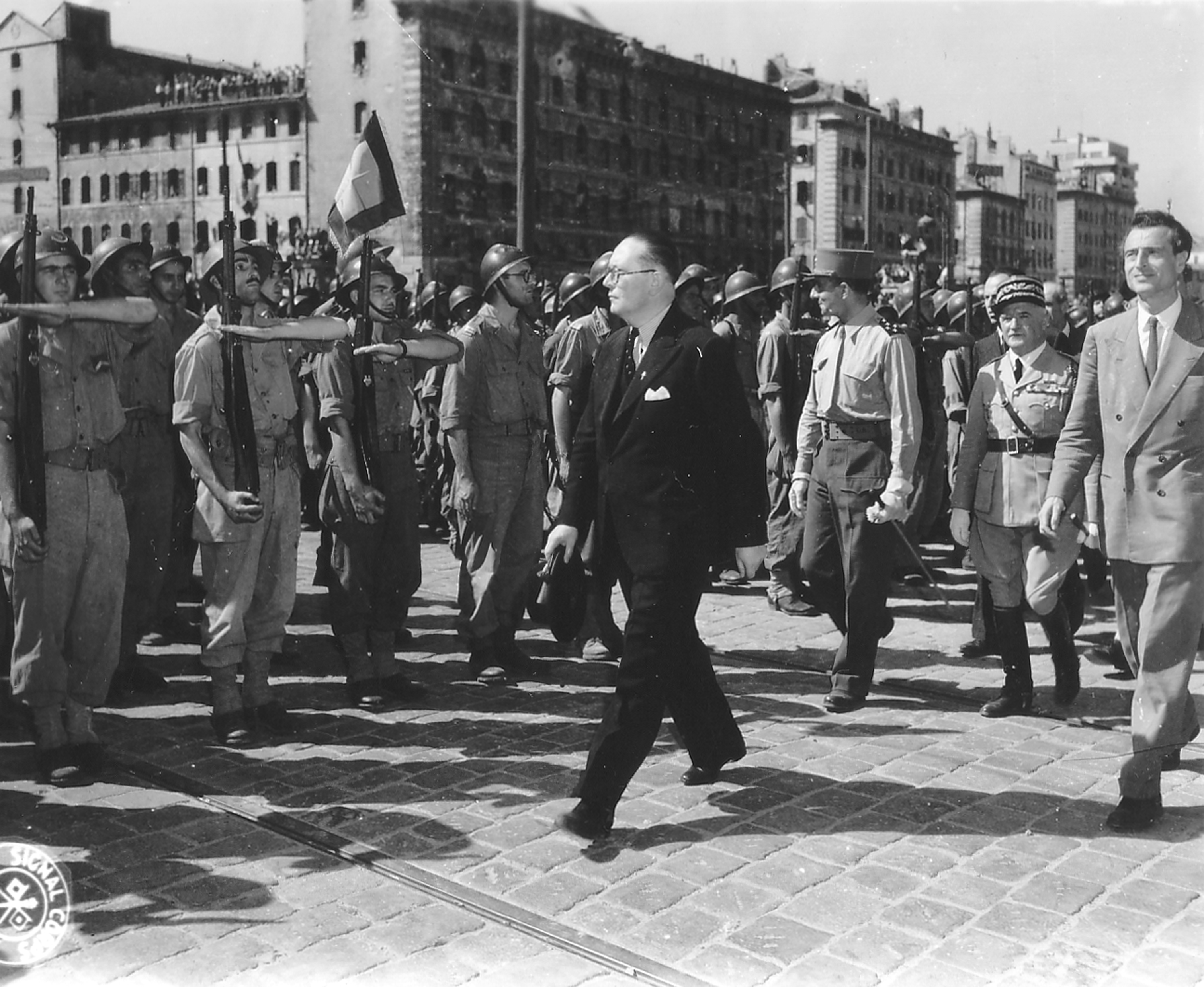
في الوسط، أندريه ديثيلم، أول مدير للصندوق المركزي لفرنسا الحرة (مرسيليا، 1944).

في 2 ديسمبر 1941، أنشأ شارل ديغول الصندوق المركزي لفرنسا الحرة (بالفرنسية: Caisse centrale de la France Libre) (CCFL) بموجب مرسوم صادر في لندن. وعهد بإدارتها إلى بيير دينيس. يضمن الصندوق المركزي إصدار النقد وإدارة الخزانة العامة ومراقبة الصرف للحكومة في المنفى. وهو يجعل من الممكن تلبية احتياجات الإدارة المالية والنقدية لفرنسا الحرة والمناطق الملحقة. شُحنت ماكينة تسجيل المدفوعات النقدية بأمر صادر في 2 ديسمبر 1941، «لإصدار والقيام بإصدار أو تولي مسؤولية الأوراق النقدية في أراضي فرنسا الحرة»، وكذلك لضمان مراقبة الصرف (أمر صادر بتاريخ 24 يوليو 1942).
نُصّب الصندوق المركزي في داكار في العام التالي، في عام 1942  م، ثم في الجزائر العاصمة في نهاية عام 1943  م.
قبل نهاية الحرب العالمية الثانية بوقت قصير، قرر وزير المالية بيير منديس فرانس تحويل الصندوق وجعله مسؤولاً عن تمويل التنمية الاقتصادية والاجتماعية لأقاليم ما وراء البحار، في 2 فبراير 1944، صار يسمى الصندوق المركزي الفرنسي لما وراء البحار (بالفرنسية: Caisse centrale de la France d'Outre-mer) (CCFOM) حيث استقر في باريس. واقتصر اختصاصه على المناطق البحرية. ومع ذلك، فقد احتفظ بدوره في الإصدار النقدي.
في عام 1944  م، خلف أندريه بوستيل فيناي (بالفرنسية: André Postel-Vinay) بيير دينيس، وظل على رأس المؤسسة حتى عام 1973  م.
في 30 أبريل 1946، صدر القانون رقم 46-860 المتعلق بتنظيم الصندوق المركزي، والذي تأسس بموجبه صندوق الاستثمار للتنمية الاقتصادية والاجتماعية لأقاليم ما وراء البحار (FIDES). ويحدد هذا القانون أسس نظام التعاون الفرنسي المستقبلي، والذي جعل من الممكن التدخل باستعمال الإعانات الحكومية والقروض من الصندوق. يوفر الصندوق المركزي استثمارات في الأسهم والقروض، بالإضافة إلى الإعانات العامة. وتتمثل مهمتها في إدارة هذا الصندوق، وتأسيس الشركات الحكومية (لإنشاء البنى التحتية وتحديث المناطق)، وضمان مهام بنك التنمية. يمنح الصندوق المركزي القروض مباشرة للمجتمعات والمؤسسات العامة.
في عام 1947  م افتتح أول وكالة للصندوق المركزي الفرنسي لما وراء البحار في برازافيل. ويتمثل دورها في دعم الفاعلين الاقتصاديين والتنمية الاجتماعية على أرض الواقع.
أدت عملية إنهاء الاستعمار في إفريقيا في عام 1958  م إلى تغيير اسم الصندوق المركزي الفرنسي لما وراء البحار، والذي أصبح يُسمى الصندوق المركزي للتعاون الاقتصادي (بالفرنسية: Caisse centrale de coopération économique)(CCCE)، وهو مؤسسة عامة ومؤسسة مالية متخصصة. وتحولت مهامه إلى التمويل والإقراض وإصدار القروض والمشورة. تعطى الأولوية لجودة وجدوى المشاريع.
بين عامي 1955 – 1959 م، خسر الصندوق المركزي تدريجيًا مهامه النقدية لصالح مؤسستين وهما مركز الإصدار لأقاليم ما وراء البحار (IEDOM) الذي أُنشئ في عام 1959  م ومركز الإصدار ما وراء البحار (IEOM) الذي أُنشئ في عام 1967  م. من جانبه، حل صندوق المعونة والتعاون (FAC) محل صندوق الاستثمار للتنمية الاقتصادية والاجتماعية لأقاليم ما وراء البحار (FIDES).
في عام 1961  م، أنشأ الصندوق مركز الدراسات المالية والاقتصادية والمصرفية (CEFEB) للمساعدة في تدريب الاطارات المحتملة لإدارة المشاريع الممولة من الصندوق.
في عام 1992  م، أصبح الصندوق المركزي للتعاون الاقتصادي يسمى صندوق التنمية الفرنسي (CFD). أخيرًا، أدى إصلاح التعاون الفرنسي الذي أُجري في عام 1998  م إلى تحويل صندوق التنمية الفرنسي إلى وكالة التنمية الفرنسية (AFD) وجعلها المشغل المحوري لمساعدات التنمية الفرنسية.

### التاريخ الحديث
- 2001 – 2010 م : شهد العقد 2001-2010 تنويع الأدوات المالية التي تستخدمها الوكالة الفرنسية للتنمية بالإضافة إلى الزيادة الكبيرة في تمويلها وشملت الأدوات: الإعانات وأيضًا القروض «الميسرة» جدا أو بدون فائدة، وصناديق استثمار، وصناديق الضمان والشراكات. يمكن للمستفيدين من القروض العثور على سيولة من وكالة التنمية الفرنسية للتمويل بأسعار مغرية - بسبب تصنيف AAA، الأفضل في القروض طويلة الأجل، الصادرة عن وكالة التنمية الفرنسية من قبل وكالات التصنيف الدولية - سياستهم أو برامجهم الاستثمارية عندما لا تستطيع الأسواق تلبية احتياجاتهم.
- 2013  م : خلفت آن بوغام (بالفرنسية: Anne Paugam) دوف زره (بالفرنسية: Dov Zerah) على رأس الوكالة. وهي أول امرأة تقود جهاز وكالة التنمية الفرنسية.[25]
- 2014  م: أكد قانون التنمية والتضامن الدولي على أهمية العمل الذي تقوم به الوكالة الفرنسية للتنمية في خدمة الالتزامات الدولية لفرنسا.[26]
- 2015  م: أصبح غايل جيرود (بالفرنسية: Gaël Giraud) كبير الاقتصاديين.[27]

بدأ نفوذ الجيش الفرنسي على وكالة التنمية الفرنسية في الزيادة في السنوات الأخيرة. أكد ريمي ريو (بالفرنسية: Rémy Rioux) المدير العام للوكالة الفرنسية للتنمية أنه «تمنى بمجرد وصوله إلى رئاسة الوكالة الفرنسية للتنمية أن يذهب إلى أبعد من ذلك بكثير في موضوع الأمن والتنمية مع رئاسة الأركان المسلحة».
- 2019  م: خصصت الوكالة نسبة 24 ٪ من الالتزامات المالية لآسيا والشرق الأدنى والأوسط، 15 ٪ لأمريكا اللاتينية و 14 ٪ لـ«المحيطات الثلاثة» (أقاليم ما وراء البحار الفرنسية، مدغشقر). وما يقرب من النصف (46 ٪) لأفريقيا، والتي تعد مجال العمل ذي الأولوية لوكالة التنمية الفرنسية وهي موجود أيضًا في الصين.[29] كما أعيد تعيين ريمي ريو لمدة ثلاث سنوات في منصبه مديرًا عامًا وذلك بناءً على توصيات رئيس الجمهورية.[30] أعلنت الوكالة عن التزامات مالية بقيمة 14.1 مليار يورو سنة 2019.[31]

### الرؤساء التنفيذيون للوكالة الفرنسية للتنمية
| التسمية                                         | الاسم               | بداية          | نهاية          |
| ----------------------------------------------- | ------------------- | -------------- | -------------- |
| الصندوق المركزي لفرنسا الحرة (CCFL)             | أندريه ديثيلم       | 2 ديسمبر 1941  | 24 نوفمبر 1942 |
| الصندوق المركزي لفرنسا الحرة (CCFL)             | بيير دينيس          | 25 نوفمبر 1942 | 29 ديسمبر 1944 |
| الصندوق المركزي الفرنسي لما وراء البحار (CCFOM) | أندريه بوستيل فيناي | 30 ديسمبر 1944 | 9 يناير 1973   |
| الصندوق المركزي للتعاون الاقتصادي (CCCE)        | كلود بانويو         | 10 يناير 1973  | 2 أغسطس 1979   |
| الصندوق المركزي للتعاون الاقتصادي (CCCE)        | إيف رولان بيليكارت  | 3 أغسطس 1979   | 25 أبريل 1989  |
| صندوق التنمية الفرنسي (CFD)                     | فيليب جورجينسن      | 26 أبريل 1989  | 24 أبريل 1995  |
| صندوق التنمية الفرنسي (CFD)                     | أنطوان بويليوت      | 25 أبريل 1995  | 25 أبريل 2001  |
| وكالة التنمية الفرنسية (AFD)                    | جان ميشيل سيفيرينو  | 26 أبريل 2001  | 11 يونيو 2010  |
| وكالة التنمية الفرنسية (AFD)                    | دوف زره             | 2 يونيو 2010   | 29 مايو 2013   |
| وكالة التنمية الفرنسية (AFD)                    | آن بوغام            | 3 يونيو 2013   | 11 يونيو 2016  |
| وكالة التنمية الفرنسية (AFD)                    | ريمي ريو            | 2 يونيو 2016   |                |

## نظام الوكالة

### الإطار القانوني العام
بصفتها مؤسسة ائتمانية متخصصة، تخضع الوكالة الفرنسية للتنمية لقانون البنوك، لا سيما فيما يتعلق بتقاسم المخاطر.
الوكالة الفرنسية للتنمية (AFD) هي مؤسسة مالية عامة. عهدت إليها الحكومة بدور المشغل المحوري لسياسة التعاون الفرنسية.
ومن ثم فهو يجمع بين وظائف بنك التنمية ووكالة لتنفيذ سياسة المساعدة الإنمائية الرسمية لفرنسا.

### الوكالة وسياسة الحكومة الفرنسية
تنفذ الوكالة الفرنسية للتنمية التوجهات المحددة في إطار اللجنة الوزارية للتعاون الدولي والتنمية (CICID)، برئاسة رئيس الوزراء لارتباطها بالدولة بموجب عقد يشمل الأهداف والموارد.
ومن الأهداف:
- «المساهمة في تنفيذ سياسة المساعدة الإنمائية للدولة في الخارج»
- «المساهمة في تطوير الإدارات والمجتمعات الخارجية وكذلك كاليدونيا الجديدة.»

سطرت الوكالة اثنتي عشر هدفا لمخطط التوجهات الإستراتيجية للمرحلة 2012-2016، وهي كالآتي:
1. جعل التنمية المستدامة مرجعية مشتركة.
2. التعبئة لتحقيق الأمن الغذائي في أفريقيا جنوب الصحراء، ودعم مشاريع البنية التحتية فيها، إضافة إلى التعليم والصحة.
3. تركيز عمل الوكالة في منطقة حوض المتوسط على التشغيل والتخفيف من حدة الفوارق الاجتماعية والمجالية.
4. المواءمة بين التنمية والتقليل من انبعاث غازات الدفيئة.
5. دعم التنمية الاقتصادية في مناطق ما وراء البحار الفرنسية، عن طريق تفعيل مشاريع الإسكان والقطاع الخاص والجماعات المحلية والاندماج في المحيط الإقليمي.
6. تعزيز حزمة الأدوات المالية.
7. تعزيز الشراكات الدولية والتعاون مع مؤسسات المجتمع المدني الفرنسية.
8. تعزيز القدرات في مجال تعبئة الخبرات، ودراسة إمكانية إنشاء صندوق خاص لهذا الغرض.
9. تعزيز القدرات في مجال إنتاج وتبادل المعارف.
10. توطيد النموذج المالي للوكالة.
11. تعزيز الموارد البشرية العاملة داخل الوكالة.
12. وضع معايير عالية بخصوص المساءلة والمسؤولية الاجتماعية والبيئية.

تنفذ الوكالة الفرنسية للتنمية في أقاليم ما وراء البحار نيابة عن الدولة سياسة دعم السلطات العامة وتمويل الاقتصاد. تم التأكيد على هذه المهمة خلال الدورة الأولى للجنة الخارجية المشتركة بين الوزارات، برئاسة رئيس الجمهورية، والتي عقدت في نوفمبر 2009.

### الحوكمة
يضم مجلس إدارتها رئيسًا، 16 عضوًا يُعينون بمقتضى مرسوم، ويتضمن 6 ممثلين للدولة عن كل من وزارة الاقتصاد والصناعة والرقمية، ووزارة الخارجية، ووزارة الداخلية، ووزارة ما وراء البحار الفرنسية.

## أنشطة وكالة التنمية الفرنسية

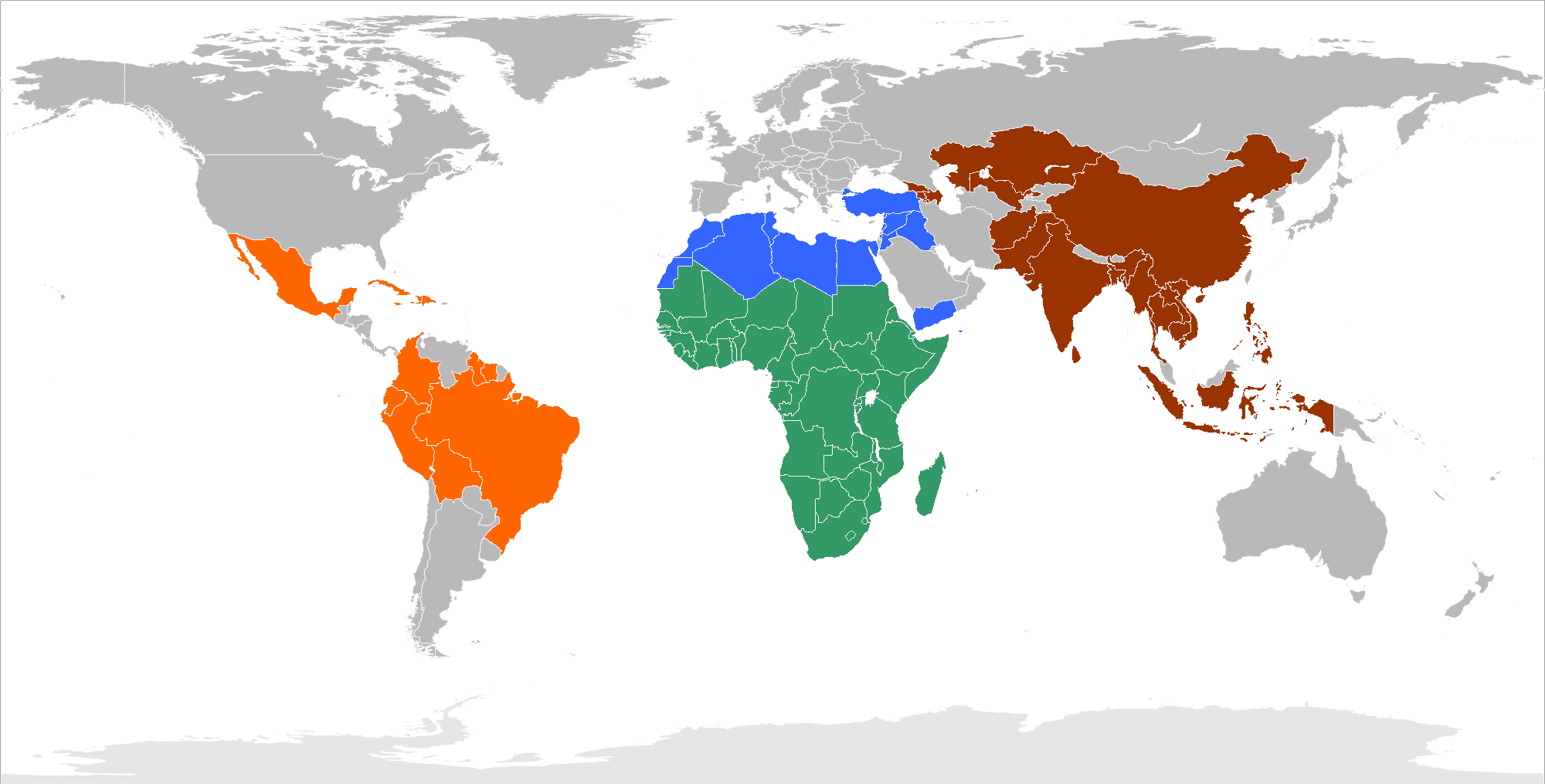
البلدان التي تعمل بها وكالة التنمية الفرنسية (AFD)، 2015.
أفريقيا جنوب الصحراء الكبرى
أمريكا اللاتينية والكاريبي
آسيا
الشرق الأوسط وشمال أفريقيا

تنفذ الوكالة الفرنسية للتنمية (AFD) السياسة التي حددتها الحكومة الفرنسية، وتعمل على محاربة الفقر وتعزيز التنمية المستدامة. وللقيام بذلك، تمول وتدعم المشاريع التي تعمل على تحسين الظروف المعيشية للسكان، ودعم النمو الاقتصادي وحماية الكوكب.
في عام 2014  م، خصصت الوكالة الفرنسية للتنمية 8.1 مليار يورو لتمويل المشاريع، بما في ذلك 6.35 مليار يورو في البلدان النامية و 1.55 مليار يورو لصالح أقاليم ما وراء البحار.
في عام 2015  م، خصصت الوكالة الفرنسية للتنمية 8.3 مليار يورو لتمويل المشاريع، بما في ذلك مبلغ 6.7 مليار يورو في البلدان النامية و 1.6 مليار يورو لصالح أقاليم ما وراء البحار.

### القطاعات
في عام 2015  م، خصصت الوكالة الفرنسية للتنمية ما يقرب من 863 مليون يورو للتعليم والصحة واستثمرت أكثر من 775 مليون دينار في برامج المياه والصرف الصحي. استفادت المشاريع المرتبطة بالتخطيط الإقليمي من أكثر من 4 مليارات يورو، أو ما يقرب من نصف التزامات الوكالة الفرنسية للتنمية، مع مشاريع في قطاعات الطاقة والنقل والاتصالات في المناطق الريفية والحضرية.
وزعت الالتزامات لعام 2015  م حسب القطاع على النحو التالي:
- 22.5 ٪ في القطاع الإنتاجي؛
- 19 ٪ في البنية التحتية والتنمية الحضرية؛
- 20 ٪ في الطاقة؛
- 8.5 ٪ في التنوع البيولوجي والموارد الطبيعية؛
- 9.5 ٪ في المياه والصرف الصحي؛
- 10.5 ٪ في التعليم والصحة؛
- 5 ٪ في الزراعة والأمن الغذائي؛
- 5 ٪ في مختلف القطاعات.

#### التنمية والمناخ
كما تنشط الوكالة الفرنسية للتنمية في الدول الناشئة حول القضايا المتعلقة بحماية البيئة وإدارة الطاقة.
بشكل مستعرض لهذه القطاعات، كرست الوكالة الفرنسية للتنمية 55 ٪ (53٪) من نشاطها الدولي في لمكافحة تغير المناخ في عام 2015  م (2014)، أي 2.9 مليار يورو (2.8 مليار) والتي مولت مشاريع تنموية لها تأثير إيجابي على المناخ.
تستعد الوكالة الفرنسية للتنمية، من خلال المشاريع التي تمولها والعديد من المبادرات، للمؤتمر الحادي والعشرين لأطراف اتفاقية الأمم المتحدة الإطارية بشأن تغير المناخ (COP21). على وجه الخصوص، مع مؤسسة غودبلانيت، قدمت معرضًا للصور الفوتوغرافية «60 SOLUTIONS تواجه تغير المناخ» والذي يقدم مبادرات ملموسة ومبتكرة وفعالة في أربعة قطاعات والتي تجمع بين مكافحة تغير المناخ والتنمية الاقتصادية. في عام 2014، أطلقت الوكالة الفرنسية للتنمية برنامج Sunref للمساعدة في الانتقال الطاقي لدول غرب إفريقيا من خلال تشجيعها على استخدام الطاقات المتجددة.

### المجالات الجغرافية للعمليات
تعمل الوكالة الفرنسية للتنمية منذ أكثر من ستين عامًا على تعزيز التنمية في البلدان النامية وخارجها. تتواجد على أرض الواقع في أكثر من 90 دولة، وتمول الوكالة الفرنسية للتنمية وتدعم المشاريع التي تعمل على تحسين الظروف المعيشية للسكان، ودعم النمو الاقتصادي وحماية الكوكب: تعليم الأطفال، دعم المزارعين، دعم الشركات الصغيرة، إمدادات المياه، والحفاظ على الغابة الاستوائية، محاربة ظاهرة الاحتباس الحراري. تسترشد إستراتيجية الوكالة الفرنسية للتنمية بالتنمية المستدامة؛ تتماشى عملياتها مع الأهداف الإنمائية للألفية، ند تقاطع أهداف كل من النمو الاقتصادي والحد من الفقر والحفاظ على البيئة.
تلبي مجموعة واسعة من الأدوات المالية والتقنية الاحتياجات المختلفة للبلدان: المنح والضمانات والاستثمارات في رأس المال والقروض المدعومة وقروض السوق والمساعدات الفنية.
وهي تطور شراكات مالية وفكرية مع مانحين آخرين وتساهم، بالاشتراك مع سلطاتها الإشرافية، في تطوير السياسات العامة والتأثير الفرنسي في مجال التنمية.

#### أمريكا اللاتينية ومنطقة البحر الكاريبي
تعزز الوكالة الفرنسية للتنمية الاستدامة والعادلة في أمريكا اللاتينية ومنطقة البحر الكاريبي من خلال النمو الأخضر والشامل. هناك العديد من المشاريع لمكافحة تغير المناخ، والتنمية الحضرية، فضلا عن مشاريع تعزيز التقارب الاجتماعي.

#### أفريقيا جنوب الصحراء الكبرى
تعتبر منطقة إفريقيا جنوب الصحراء من مجالات التدخل ذات الأولوية لسياسة التنمية العامة الفرنسية. في عام 2015  م، استثمرت الوكالة الفرنسية للتنمية مبلغ 3.1 مليار يورو فيها، أو 38٪ من إجمالي تمويلها. يتعلق العديد من المشاريع بتعزيز الوصول إلى الخدمات الأساسية، وتطوير المدن المستدامة، وتطوير البنية التحتية، والزراعة الأسرية والشركات التي تخلق فرص العمل، فضلاً عن الحفاظ على الموارد الطبيعية.

#### آسيا
تعمل الوكالة الفرنسية للتنمية في آسيا على تعزيز التوازنات البيئية والإقليمية، لا سيما مع المشاريع التي تحد من البصمة البيئية للبلدان والمدن أو التي تساهم في التقارب الإقليمي.

#### البحر الأبيض المتوسط والشرق الأوسط
تدعم الوكالة الفرنسية للتنمية التحول السياسي والاقتصادي في المنطقة، لا سيما من خلال تعزيز التكامل الأوروبي المتوسطي والتخطيط الإقليمي وخلق فرص العمل.
في عام 2017  م، وقعت الوكالة الفرنسية للتنمية اتفاقًا مع المعهد الأوروبي للتعاون والتنمية (IECD) في لبنان لتطوير الدورات التدريبية المؤهلة قصيرة، للسماح للسكان اللبنانيين واللاجئين الضعفاء بالحصول السهل على فرص العمل، وتحسين ظروفهم المعيشية وأيضا تعزيز العيش معا.

#### ما وراء البحار
منذ عام 1946  م، حصلت الوكالة الفرنسية للتنمية على تفويض للخدمة العامة لتوفير خدمة عامة مرجعية للائتمان والإسكان الاجتماعي.
في عام 2015  م، استحوذت فرنسا ما وراء البحار على 19٪ من نشاط الوكالة الفرنسية للتنمية أي 1.6 مليار يورو. تقوم الوكالة الفرنسية للتنمية بعدة أنواع من النشاطات في الخارج. تتمحور أنشطة الوكالة حول المجالات التالية: تمويل ودعم السياسات العامة، والخدمات الاستشارية للسلطات المحلية، وتعزيز القدرة التنافسية للأعمال وخلق فرص العمل، ودعم التكامل الإقليمي والعمل لصالح التنمية المستدامة. ويشمل ذلك تمويل ودعم المشاريع التي تعمل على تحسين الظروف المعيشية للسكان وتعزز النمو الاقتصادي مع الحفاظ على البيئة. بفضل تمويلها وخبرتها وإنتاجها المعرفي، فهي تدعم القطاع العام المحلي، وتمول الأعمال التجارية، والإسكان والتنمية الحضرية، وتدعم التعاون الإقليمي.
وهي تفي بهذه المهمة بفضل الوكالات التسعة في جميع أقاليم ما وراء البحار الفرنسية: غوادلوب، غويانا الفرنسية، مارتينيك، مايوت، كاليدونيا الجديدة، لا ريونيون، سان بيير وميكلون، بولينيزيا الفرنسية، واليس وفوتونا.
في تجمعات ما وراء البحار (DOM)، في سان مارتن وسان بارتيليمي وسان بيير إت ميكلون، تمثل وكالة التنمية الفرنسية أيضًا بنك الاستثمارات العامة (Bpifrance)، الذي يمول الإبداع والابتكار والاستثمارات والتطوير في الأعمال التجارية الدولية للشركات الفرنسية الصغيرة والمتوسطة.
وكالة التنمية الفرنسية هي مساهم مرجعي في سبع شركات عقارية (Simar في مارتينيك، Sic في كاليدونيا الجديدة، Sig في غوادلوب، SIDR في ريونيون، Siguy وSimko في غويانا و SIM في مايوت) تعمل هذه الشركات العقارية على تعزيز وإدارة وبناء المساكن الاجتماعية.
أخيرًا، تضع جزءًا من موظفيها تحت تصرف مركز الإصدار ما وراء البحار ومركز الإصدار لأقاليم ما وراء البحار.
| المنطقة الجغرافية                      | منح المشاريع، ودعم عمليات المنظمات غير الحكومية، والمنح المتنوعة | دعم الميزانية وعقود التنمية وخفض الديون | القروض | الضمانات | استثمارات الأسهم والأوراق المالية الأخرى | التمويل بموارد من مانحين آخرين | مجموع 2014 | مجموع 2013 |
| -------------------------------------- | ---------------------------------------------------------------- | --------------------------------------- | ------ | -------- | ---------------------------------------- | ------------------------------ | ---------- | ---------- |
| أمريكا اللاتينية ومنطقة البحر الكاريبي | 19,3                                                             |                                         | 1184,2 | 0,3      | 11,0                                     | 11,0                           | 1225,7     | 1192,7     |
| أفريقيا جنوب الصحراء الكبرى            | 215,5                                                            | 444,0                                   | 2041,1 | 109,0    | 80,5                                     | 54,8                           | 2945,0     | 3001,7     |
| آسيا والمحيط الهادئ                    | 34,3                                                             |                                         | 1122,9 | 0,3      | 11,0                                     | 11,0                           | 1225,7     | 1192,7     |
| البحر الأبيض المتوسط والشرق الأوسط     | 30,6                                                             |                                         | 827,6  | 10,4     | 56,7                                     | 134,0                          | 1059,3     | 838,2      |
| ما وراء البحار                         | 0,4                                                              |                                         | 1378,6 | 161,5    | 7,0                                      |                                | 1547,5     | 1505,6     |
| برامج مشتركة في عدة مناطق جغرافية      | 313,6                                                            | 444,0                                   | 5218,0 | 145,9    | 163,7                                    | 245,2                          | 6530,4     | 6322,1     |
| المجموع                                | 314,0                                                            | 444,0                                   | 6596,6 | 307,4    | 170,7                                    | 245,2                          | 8077,9     | 7827,7     |

المصدر: التقرير السنوي للوكالة الفرنسية للتنمية لعام 2014، ص62-63

### إنتاج المعرفة
يعد إنتاج المعرفة نشاطًا رئيسيًا للوكالة الفرنسية للتنمية، ويهدف إلى المساهمة في تحديد السياسات العامة لفرنسا وشركائها. لقد أصبح مكملاً أساسياً للأدوات المالية والتقنية.
بدأ الإنتاج المعرفي للوكالة الفرنسية للتنمية في لعب دور مهم في العقد الأول من القرن الحادي والعشرين. يعتمد هذا الدافع لإنتاج المعرفة على تنظيم الندوات والمؤتمرات، والتدريب الذي يقدمه مركز الدراسات المالية والاقتصادية والمصرفية، وبرنامج الدراسات والبحوث، وإقامة شراكات مع المعاهد الأكاديمية والبحثية.
كما تقدم الوكالة الفرنسية للتنمية العديد من المنشورات حول البلدان النامية والأقاليم الخارجية. :
- أفريقيا المعاصرة، مراجعة التحليل الاجتماعي والسياسي والاقتصادي لأفريقيا؛
- سلسلة أوراق العمل التي تتناول الأبحاث الجارية؛
- منشورات ExPost ؛
- سلسلة Focales، التي تقدم وصفًا ومنظورًا لدراسات الحالة العملية (المشاريع والشراكات والتجارب وما إلى ذلك). ؛
- سلسلة A Savoir، والتي تجمع بين مراجعات الأدبيات أو تقارير حول القضايا التي تمثل اهتمامًا تشغيليًا ؛
- سلسلة الأبحاث التي تعرض العمل البحثي الذي بدأته وتديره الوكالة الفرنسية للتنمية ؛
- سلسلة المؤتمرات والندوات، والتي تتيح لقراء واسع النطاق للنتائج والإنجازات الرئيسية للعمل الذي قامت به الوكالة الفرنسية للتنمية وشركاؤها والجهات الفاعلة في المساعدات التنموية. ؛
- سلسلة MacroDev، التي تقدم تحليلات تركز على بلد أو منطقة أو قضايا الاقتصاد الكلي المرتبطة بعمليات التنمية ؛
- أعمال منشورة بالاشتراك مع البنك الدولي ؛
- طبعات مشتركة أخرى
- عيون على الأرض، تقرير التنمية المستدامة السنوي الذي تنسقه الوكالة الفرنسية للتنمية والمعهد الدولي لبحوث التنمية المستدامة ؛
- مدونة أفكار من أجل التنمية، وهي مكان للمناقشة تستضيفه الوكالة الفرنسية للتنمية، وهي مفتوحة للفاعلين في مجال التنمية والجمهور المهتمين بها .[58]

يساهم كل هذا في تحسين المعرفة بسياسة المساعدة الإنمائية الرسمية. :«سبب وجودها ، فعاليتها ، تفاعلها مع السياسات العامة الأخرى ، دورها في إدارة العولمة». ترغب الوكالة الفرنسية للتنمية في أن تصبح مركزًا بحثيًا معترفًا به دوليًا، سواء من حيث التنمية المستدامة والسلع العامة العالمية، أو في تصميم أدوات التمويل المبتكرة.

## الانتقادات والخلافات
في عام 2007  م، تم استجواب الوكالة الفرنسية للتنمية لدعمها الشركات الفرنسية المشتبه في مشاركتها في إزالة الغابات في وسط أفريقيا. ومع ذلك، لم يُتخذ أي إجراء قانوني ضد الوكالة الفرنسية للتنمية.
لدى الوكالة الفرنسية للتنمية إجراءات صارمة أثناء تقييم المشروع للتحكم في التأثير والقياس من حيث المسؤولية الاجتماعية والبيئية. وقد قدمت 900 ألف يورو من التمويل إلى لجنة الغابات في وسط أفريقيا (كوميفاك)، المسؤولة عن التوجيه والتنسيق والمواءمة واتخاذ القرارات فيما يتعلق بالحفظ والإدارة المستدامة للنظم الإيكولوجية للغابات. انتقد السيد جويانديت، وزير الدولة الفرنسي للتعاون والفرانكوفونية في الفترة من مارس 2008 إلى يوليو 2010، المدير العام في ذلك الوقت السيد سيفيرينو لنهجه سياسة الطوارئ في الوكالة دون رؤية بعيدة المدى وبعض النقص في رحابة النطاق. إلا أن تصريحات الوزير لم تحظ بتوافق واسع بين مجتمع التنمية.
وفقًا للجنة الوطنية لمكافحة الفساد في الكاميرون (كوناك)، يشتبه في تورط شركتين واجهة، أحدهما تحت سيطرة الوكالة الفرنسية للتنمية، بالاحتيال. في ديسمبر 2013، قدمت الكوناك تقرير نشاطها لعام 2012  م في ياوندي مشيرًا إلى أنه تم اختلاس أكثر من 113 مليار فرنك أفريقي من شركة تنمية القطن (Sodecoton) بين عامي 2002 و 2011.
في عام 2017، خططت الوكالة الفرنسية للتنمية للمشاركة في التمويل (حتى 49 ٪) من نظام التوليد المشترك للطاقة مدعوم بمحطة طاقة تعمل بالفحم بطاقة 660 ميغاواط في مقاطعة شينجيانغ بالصين، على شكل قرض بقيمة 41 مليون يورو ممنوح لوزارة المالية الصينية. وفقًا للوكالة الفرنسية للتنمية، كجزء من انتقال الطاقة، فإن التوليد المشترك للطاقة سيجعل من الممكن استخدام الحرارة التي توفرها المحطة لتزويد مدينة شيهزي بالتدفئة، وبدرجة أقل، منطقة صناعية مستقبلية. ولما كان يتعين على الوكالة الفرنسية للتنمية فحص الملف لتقرير إمكانية منح التمويل أم لا، فإن المنظمات غير الحكومية أوكسفام فرنسا و 350.org ومرصد الشركات متعددة الجنسيات ومؤسسة دانييل ميتران - مؤسسة الحريات الفرنسية شجبت المشروع، معتبرة أن التوليد المشترك سيديم الفحم - فمحطة توليد كهرباء تعمل على إطلاق كميات كبيرة من الغازات الدفيئة (المسؤولة عن الاحتباس الحراري). وهم يعتقدون أن تمويلها يتعارض مع الالتزامات التي تعهدت بها فرنسا بموجب اتفاقية باريس للمناخ بالإضافة إلى ذلك، تعتقد منظمة العفو الدولية أن بناء المصنع يخاطر بالمساهمة (الموجود مسبقًا) في التمييز ضد الأقليات العرقية في منطقة سنجان، ولا سيما الأويغور، من قبل السلطات الصينية. نددت أوكسفام أخيرًا بالسرية التي ترافق عملية صنع القرار في الوكالة الفرنسية للتنمية.

## مجموعة وكالة التنمية الفرنسية

### بروباركو
تأسست شركة بروباركو (بالفرنسية: Proparco) التابعة للوكالة الفرنسية للتنمية عام 1977، وهي مؤسسة مالية تنموية تتمثل مهمتها في تعزيز الاستثمارات الخاصة لصالح النمو والتنمية المستدامة وتحقيق الأهداف الإنمائية للألفية في البلدان الناشئة والنامية. يقدم التمويل لتلبية الاحتياجات المحددة للمستثمرين في القطاع الإنتاجي والأنظمة المالية والبنية التحتية والأسهم الخاصة.
شركة Proparco مملوكة بشكل مشترك من قبل وكالة التنمية الفرنسية مقابل 59.04 ٪ ومساهمون من القطاع الخاص من الشمال والجنوب.

### مركز الدراسات المالية والاقتصادية والمصرفية
مركز الدراسات المالية والاقتصادية والمصرفية (CEFEB) هو معهد تدريب تابع للوكالة الفرنسية للتنمية. مقره في مرسيليا، يقدم دورات تدريبية لشركاء من الجنوب ويساعد في بناء قدراتهم. كما أنه يعمل كمنصة لنشر خبرة الوكالة الفرنسية للتنمية لشركائها.

### الصندوق الفرنسي من أجل البيئة العالمية
الوكالة الفرنسية للتنمية مسؤولة عن الأمانة والإدارة المالية للصندوق الفرنسي من أجل البيئة العالمية (FFEM)، وهو صندوق عام ثنائي أقيم بمبادرة من الحكومة الفرنسية في عام 1994، وهو أداة مالية لسياسة التعاون والتنمية الفرنسية والتي تهدف إلى حماية البيئة والتنمية المستدامة.
تدار من قبل خمس وزارات (الاقتصاد والمالية، الشؤون الخارجية، التنمية المستدامة، البحوث، الزراعة) والوكالة الفرنسية للتنمية.

### الوكالة الفرنسية للخبرة الفنية الدولية
بعد اجتماع CICID في 8 فبراير 2018، قررت الحكومة دمج الوكالة الفرنسية للخبرة الفنية الدولية Expertise France (EF) في مجموعة وكالة التنمية الفرنسية الموسعة.

## وصلات خارجية
- الموقع الرسمي للوكالة الفرنسية للتنمية (AFD)
- هدف التنمية موقع الوكالة الفرنسية للتنمية مخصص لعامة الناس
- الموقع الإلكتروني لقسم الأبحاث التابع للوكالة الفرنسية للتنمية
- أفكار من أجل التنمية. مدونة دولية حول التفكير التنموي حيث تعد الوكالة الفرنسية للتنمية شريكًا فيها.
- الموقع الرسمي de PROPARCO
- الموقع الرسمي للصندوق الفرنسي من أجل البيئة العالمية (FFEM)
- الموقع الرسمي لمركز الدراسات المالية والاقتصادية والمصرفية (CEFEB)